# Norm Breyfogle
Norman Keith Breyfogle (Iowa City, 27 febbraio 1960 – Houghton, 24 settembre 2018) è stato un fumettista statunitense, prevalentemente attivo nei disegni di albi supereroistici.
Ha iniziato la sua carriera su American Flagg e Marvel Fanfare e in seguito ha lavorato su numerose storie di Batman dal 1987 al 1995 (ad esempio Terrore sacro, pubblicato in Italia su Playmagazine n. 8, ed. Play Press, settembre 1996, o La nascita del demone). Ha co-creato il personaggio Prime per l'universo Ultraverse della Malibu Comics, e ha creato il personaggio "Metaphysique" (di cui detiene i diritti d'autore). È stato co-creatore di alcuni nemici di Batman: Anarky, Victor Zsasz, Jeremiah Arkham, il Ventriloquo e Scarface.
Ha lavorato su un gran numero di personaggi per la maggior parte di case editrici fumettistiche statunitensi, e ha ricevuto delle nomination agli Squiddy Award come "Miglior disegnatore" (Favorite Artist) nel 1989 e nel 1991.
Nel 2014 è stato colpito da un ictus che gli ha provocato una paralisi nella parte sinistra del corpo. Dopo un periodo di riabilitazione, non è riuscito a riprendere completamente il funzionamento del corpo e, essendo mancino, ha dovuto abbandonare la carriera fumettistica.
È morto nel 2018 per insufficienza cardiaca.